# Upper North Water Bridge
Die Upper North Water Bridge ist eine ehemalige Straßenbrücke nahe der schottischen Ortschaft Marykirk. Sie überspannt die Grenze zwischen den Council Areas Aberdeenshire und Angus. 1972 wurde die Brücke in die schottischen Denkmallisten in der höchsten Denkmalkategorie A aufgenommen. Eine ehemalige zusätzliche Einstufung als Scheduled Monument wurde 2016 aufgehoben. Das zugehörige Mauthaus ist separat als Kategorie-C-Bauwerk klassifiziert. Ehemals bildeten Brücke und Mauthaus ein Denkmalensemble der Kategorie B. Dieser Status wurde jedoch zwischenzeitlich aufgehoben.

## Geschichte
Gesichert erscheint, dass die Upper North Water Bridge im Laufe des 16. Jahrhunderts errichtet wurde. Auf Grund historischer Dokumente und architektonischer Gemeinsamkeiten, unter anderem mit der Bridge of Dee, datiert Paxton den Bau in die 1520er Jahre. So führt er aus, beide Brücken seien durch den Bischof von Aberdeen Gavin Dunbar (1518–1532) veranlasst, von dem Geistlichen Alexander Galloway geplant und von dem Steinmetz Thomas Franche ausgeführt worden. Andere Quellen nennen unter anderem den Ingenieur John Erskine of Dun als Planer und datieren den Bau auf einen Zeitraum zwischen 1520 und 1590. Die Upper North Water Bridge gehört damit zu den wenigen erhaltenen Brücken aus dem 16. Jahrhundert in Schottland.
Zur Sicherung der Unterhaltskosten beschloss das Parlament 1669 auf Antrag David Erskine of Duns die Erhebung einer Maut für die Brückennutzung. Das Mauthaus an der Südseite der Brücke wurde um 1800 errichtet. Im Laufe der Jahrhunderte wurde die Upper North Water Bridge mehrfach instand gesetzt. Möglicherweise im Jahre 1842 wurde sie durch den in Aberdeen ansässigen Ingenieur John Gibb an der flussabwärts gerichteten Flanke verbreitert. Etwa 150 Meter flussaufwärts entstand zwischenzeitlich eine moderne Brücke, auf welcher die A90 den North Esk quert, wodurch die Upper North Water Bridge obsolet wurde.

## Beschreibung
Die Upper North Water Bridge überspannt den North Esk rund drei Kilometer westlich von Marykirk. Der Mauerwerksviadukt überspannt den Fluss mit drei ausgemauerten Segmentbögen mit jeweils fünf Rippen. Ihre lichten Weiten betragen etwa 15 Meter. Das Mauerwerk besteht aus ungleichen Quadern. Die Pfeiler sind mit spitz zulaufenden Eisbrechern ausgeführt. Auf den Brüstungen verläuft ein schmiedeeisernes Geländer. Die Lower North Water Bridge befindet sich mehrere Kilometer flussabwärts nahe der Mündung des North Esk in die Nordsee.
Bei dem Mauthaus südwestlich der Brücke handelt es sich um einen zweistöckigen Bruchsteinbau mit abgesetzten Natursteineinfassungen. Seine Hauptfassade ist drei Achsen weit.